# Mai Mai Miracle
Pour plus de détails, voir Fiche technique et Distribution.
Mai Mai Miracle (マイマイ新子と千年の魔法, Maimai shinko to sennen no mahō, litt. « Mai Mai Shinko et la vieille magie millénaire ») est un film d'animation japonaise tiré du roman de l'écrivaine Nobuko Takagi: Maimai Shinko.
Ce film est produit par le studio d'animation Madhouse, distribué par Shochiku et dirigé par Sunao Katabuchi.
Le film a débuté au Festival international du film de Locarno en Suisse le 25 août 2009. Il a été lancé au Japon le 21 novembre 2009. Celui-ci a été sélectionné hors compétition au Festival international du film d'animation d'Annecy qui a lieu du 7 au 12 juin 2010.

Il est sorti en France en DVD et Blu-ray le 25 août 2010 par le distributeur français Kazé.

## Histoire
Dans le Japon de l'après-guerre, à Suo, une ancienne capitale vieille de mille ans, au printemps 1955, une petite fille de neuf ans nommée Shinko s'amuse à imaginer le monde tel qu'il était il y a mille ans, grâce aux histoires de son grand-père qu'elle affectionne. Une nouvelle élève timide et réservée, Kiiko Shimazu, est transférée en cours d'année dans son école. Les deux fillettes vont se lier d'amitié et partager d'inoubliables expériences, grâce à la Magie Millénaire.

## Fiche technique
- Titre original : Maimai shinko to sennen no mahō
- Réalisation : Sunao Katabuchi
- Scénario : Sunao Katabuchi, d'après le roman de Nobuko Takagi
- Musique : Shusei Murai, Minako "mooki" Obata
- Société de production : Madhouse
- Pays de production : Japon
- Langue : Japonais
- Durée : 93 minutes
- Genre : animation
- Date de sortie : 2009 au Japon et 2010 en France

## Personnages
- Shinko Aoki (doublé par Mayuko Fukuda[3])
- Kiiko Shimazu (doublé par Nako Mizusawa[3])
- Nagiko Kiyohara / Sei Shōnagon (doublé par Ei Morisako[3])
- Nagako Aoki (doublé par Manami Honjou)
- Kiyohara no Motosuke